# Il dono (Nabokov)
Il dono è l'ultimo romanzo che Vladimir Nabokov scrisse in russo ed è considerato una sorta di addio al mondo che lo scrittore si stava lasciando alle spalle: ha come protagonista la letteratura russa. Nabokov lo scrisse tra il 1935 e il 1937, durante la sua permanenza a Berlino, e fu pubblicato sotto lo pseudonimo di Vladimir Sirin.
Il quarto capitolo de Il dono, una pseudobiografia di Nikolaj Černyševskij, fu censurato e non pubblicato dal giornale che pubblicò gli altri quattro capitoli che compongono il libro.
Il protagonista della storia è Fyodor Godunov-Cherdyntsev, uno scrittore russo che vive a Berlino.
Il figlio di Nabokov, Dmitri, tradusse il primo capitolo del libro dal russo all'inglese e Michael Scammell fece lo stesso per i capitoli rimasti. Nabokov supervisionò la traduzione integrale nel 1961.

## Edizioni italiane
- Il Dono, traduzione di Bruno Oddera (dall'inglese), Collezione Medusa n.513, Milano, Mondadori, 1966.
- Il Dono, traduzione di Serena Vitale (dal russo), Biblioteca n. 236, Milano, Adelphi, 1991, ISBN 88-459-0831-3.
  - stessa trad. pubblicata nella Collana gli Adelphi n.124, Milano, Adelphi, 1999 ISBN 978-88-459-1351-8
  - stessa trad, come allegato a la Repubblica, Roma, Gruppo editoriale L'Espresso, 2007
  - stessa trad. in  Romanzi, Collezione La Nave Argo n.10, Milano, Adelphi, 2008, ISBN 978-88-459-2295-4.